# John Toland
John Toland (1670. november 30. – 1722. március 11.) angol materialista filozófus, szabadgondolkodó és egyben író.
Írországban született, tanított Glasgow, Edinburgh, Leiden és Oxford egyetemén is. Ő hirdette meg az anyag és a mozgás egységének elvét, a gondolkodást az agy termékének tartotta. Megalkotta a panteizmust is, mint fogalmat. Politikailag liberális eszméket vallott, az angol liberális burzsoázia leghaladóbb rétegeinek szószólója volt. Az irodalom terén szatíráival tűnt ki, nagy hatást gyakorolt John Locke-ra, de a francia felvilágosodásra is, elsősorban Diderot, Helvétius és Holbach munkásságán keresztül.

## Magyarul
- Levelek Szerénához; ford., tan., jegyz., bibliográfia Vassányi Miklós; Áron–Brozsek, Bp., 2011

## Fordítás
- Ez a szócikk részben vagy egészben  a   John Toland című angol Wikipédia-szócikk fordításán alapul.  Az eredeti cikk szerkesztőit annak laptörténete sorolja fel. Ez a jelzés csupán a megfogalmazás eredetét és a szerzői jogokat jelzi, nem szolgál a cikkben szereplő információk forrásmegjelöléseként.